# Grandes orientations des politiques économiques
Les grandes orientations des politiques économiques (GOPÉ) sont les recommandations de politique économique adressées chaque année aux États membres de l'Union européenne. Elles touchent à des domaines très vastes, allant des réformes structurelles aux négociations salariales, en passant par la politique de développement durable.  
Ces recommandations sont adoptées par le Conseil de l'Union européenne dans sa formation « Ecofin », en collaboration avec le Conseil européen, sur la base de recommandation de la Commission européenne, issues de l’analyse du programme de stabilité du pays. Ces grandes orientations sont régies par l’article 121 du traité sur le fonctionnement de l'Union européenne.  
En tant que recommandations, elles ne sont pas légalement contraignantes. Cependant, des sanctions contre un État peuvent être infligées lorsque celui-ci ne présente pas « un plan de mesures correctives insuffisant » à la suite de « deux recommandations successives du Conseil ».

## Historique

### Création par le traité de Maastricht
Les grandes orientations des politiques économiques (GOPÉ) trouvent leur origine dans le traité de Maastricht. Ce traité introduit la coordination progressive des politiques économiques des États membres. Cela était rendu nécessaire par la création prochaine de la monnaie unique européenne, qui exigeait une harmonisation des condition économiques des pays membres. 

### Précision par le traité d'Amsterdam et les Conseils européens
Le traité d'Amsterdam précise le contenu de cette coordination, en disposant que « les États membres considèrent leurs politiques économiques comme une question d'intérêt commun et les coordonnent au sein du Conseil ». Ainsi, les États membres doivent disposer d’outils pour coordonner leurs politiques budgétaires ; ces outils sont au nombre de deux : le pacte de stabilité et de croissance et les GOPÉ.
Lors du Conseil européen des 23 et 24 mars 2000, les États membres ont intégré la participation des autres formations du Conseil de l'Union européenne dans la préparation des grandes orientations, parmi lesquelles notamment les formations Affaires sociales, Marché intérieur, Éducation et Environnement.
Lors du Conseil européen des 15 et 16 juin 2001, les GOPÉ sont définies par les États membres comme servant de « cadre [pour la] définition des grands objectifs politiques ».

### Développement par le Six-pack
Le « Six-pack » a renforcé le rôle des GOPÉ au début des années 2010. Il a d'abord accru la surveillance des politiques budgétaires : le règlement (UE) n° 1175/2011 du 16 novembre 2011 dispose que les États membres doivent « dûment » tenir compte des GOPÉ « avant toute prise de décision majeure concernant leurs budgets nationaux pour les années à venir ». 
Il a précisé le champ de la surveillance des évolutions macro-économiques : le rôle des GOPE est renforcé dans le cadre de la nouvelle procédure concernant les déséquilibres excessifs d’un État membre de la zone euro, instituée par le règlement (UE) n° 1176/2011 et conformément à son premier attendu qui considère que « la coordination des politiques économiques des États membres au sein de l’Union devrait être développée dans le contexte des grandes orientations des politiques économiques. ». Les GOPÉ, dans le cadre de cette procédure, obtiennent un caractère obligatoire, car le plan de mesures correctives de l’État membre en vue de remédier aux déséquilibres macroéconomiques doit être « conforme aux grandes orientations des politiques économiques » (art. 8, §1). En effet, ce sont précisément les mesures présentées dans les GOPÉ qui permettent (d’après le Conseil) de sortir des déséquilibres. Au terme de la procédure, si l’État membre n’a pas pris les mesures correctives recommandées, il pourra subir une amende selon certaines règles déterminées par le règlement (UE) n° 1174/2011, notamment en son article 3.

## Outil de surveillance et de prévention
Ces orientations s’inscrivent dans le cadre du chapitre 1 du titre VII de la troisième partie du TFUE portant sur la politique économique de l’Union européenne et sur les règles communes à cette politique entre les États membres. Ce chapitre consacre le principe de la conduite des politiques économiques des États membres « en vue de contribuer à la réalisation des objectifs de l’Union ». Elles touchent à des domaines très vastes, allant des réformes structurelles aux négociations salariales, en passant par la politique de développement durable. Toutefois, l'article 288 alinéa 5 du TFUE dispose que « les recommandations [...] ne lient pas ».
Afin d'assurer « une coordination plus étroite des politiques économiques et une convergence soutenue des performances économiques des États membres », il revient au Conseil de l'Union européenne de « [surveiller] l’évolution économique dans chacun des États membres et dans l'Union », sur la base de rapports fournis par la Commission européenne. 
À la surveillance de l’évolution économique succède un rôle de prévention, d’abord prévu dans le TFUE puis complété par l’adoption du « six-pack » en 2011.
Ainsi, l’article 121 du TFUE, dans son paragraphe 4, dispose que si les politiques économiques d’un État membre se révèlent non conformes aux grandes orientations ou risquent de déstabiliser l’union économique et monétaire, « la Commission peut adresser un avertissement » et le Conseil Ecofin peut adresser de nouvelles recommandations à l’État membre concerné.